# ماراتون (آیووا)
ماراتون (به انگلیسی: Marathon) شهری در ایالت آیووا کشور ایالات متحده آمریکا است که جمعیت آن در سرشماری سال ۲۰۱۰ میلادی، ۲۳۷ نفر بوده‌است.